# 이수건설
이수건설(梨樹建設, Isu Engineering & Construction Company)은 대한민국의 건설회사다.

## 연혁
- 1976년 : 동림산업으로 설립
- 1983년 : 본사 사옥 이전
- 1989년 : 일반건설업 면허 취득
- 1990년 : 주택건설업자 면허 취득
- 1994년 : 토목건축공사업 면허 취득
- 1996년 : 상호명을 동림산업에서 이수건설로 변경
- 2000년 : 이수 주택기술연구소 설립
- 2002년 : 브랜드 '브라운스톤' 출시
- 2003년 : (주)이수 분할 신설
- 2010년 : 한국토지주택공사 건축시설분야 우수시공상
- 2012년 : 한국토지주택공사 품질우수시공사 선정
- 2014년 : 조경공사업 면허 취득
- 2014년 : 한국경제 대한민국 대표아파트 국토교통부장관상 브랜드대상 (브라운스톤 험프리스)
- 2015년 : 한국토지주택공사 고객품질대상 대상
- 2016년 : 한국토지주택공사 우수시공업체 선정 (주거시설분야)
- 2017년 : 대전 와동 주공아파트 재건축 수주
- 2017년 : 한국토지주택공사 우수시공업체 선정 (평택소사벌LH, 화성동탄1LH)
- 2017년 : 의정부 장암 생활권 1구역 재개발 수주
- 2018년 : 한국토지주택공사 고객품질대상 우수상
- 2019년 : 한국토지주택공사 리츠지구 최우수 시공업체 선정
- 2019년 : 한국토지주택공사 건설혁신처 주관 조경품질분야 최우수상
- 2019년 : 한국토지주택공사 고객품질대상 우수상
- 2019년 : 2019년 여성가족부장관 가족친화인증기업 수상

## 브랜드
- 브라운스톤 : 2002년 ~

### 단지 현황
- 서울특별시
  - 중랑구
    - 브라운스톤 태릉 : 묵동(2004년 3월)

## 같이 보기
- 이수그룹
- 브라운스톤